# Sacrifice (film)
Pour plus de détails, voir Fiche technique et Distribution.
Sacrifice (赵氏孤儿, Zhào Shì Gū Ér), ou L'Orphelin de la famille Zhao, est un film chinois réalisé par Chen Kaige, sorti en 2010.

## Synopsis
C'est l'adaptation de la pièce de théâtre de Ji Junxiang (xiiie siècle) L'Orphelin de la famille Zhao.

## Fiche technique
- Titre original : 赵氏孤儿, Zhao shi gu er
- Titre français : Sacrifice
- Réalisation : Chen Kaige
- Scénario : Zhao Ningyu d'après Ji Junxiang
- Pays d'origine : Chine
- Format : Couleurs - 35 mm - 2,35:1 - Dolby Digital
- Genre : drame, historique
- Durée : 122 minutes
- Date de sortie : 2010

## Distribution
- Ge You : Cheng Ying
- Wang Xueqi : Tu Angu
- Zhang Fengyi : Gongsun Chujiu
- Huang Xiaoming : Han Jue / Han Xianzi
- Fan Bingbing : Princess Zhuang
- Hai Qing : femme de Cheng Ying
- Vincent Zhao Wenzhuo : Zhao Shuo / Zhao Zhuangzi
- Bao Guo'an : Zhao Dun / Zhao Xuanzi
- Li Dong-xue : Ti Miming
- Bo Peng : duc Ling de Jin